# Mateusz Hołownia
Mateusz Hołownia (Biała Podlaska, 6 de mayo de 1998) es un futbolista polaco que juega de defensa en el GKS Tychy de la I Liga de Polonia.

## Carrera
Mateusz Hołownia nació en Biała Podlaska, y pronto fue fichado por las categorías inferiores del Legia de Varsovia. Debutó profesionalmente el 9 de julio de 2014 en la Supercopa de Polonia frente al Zawisza Bydgoszcz, entrando como sustituto de Bartosz Bereszyński en el minuto 89, incapaz de hacer remontar el 3-2 que terminó coronando al Zawisza campeón de copa. Se convirtió en el jugador más joven en debutar con el primer equipo en la historia del club. Al año siguiente comenzaría a ser convocado para la selección sub-17 polaca. Tras su paso por el Ruch Chorzów de Silesia en la temporada 2017/18 como préstamo, Hołownia pondría rumbo al Śląsk Wrocław de la Ekstraklasa durante dos temporadas. Durante el mercado de invierno de la temporada 2019/20 fue cedido al Wisła Cracovia, de la también máxima categoría del fútbol polaco. De nuevo en Varsovia, Hołownia marcó su primer gol con la elástica del Legia el 15 de diciembre de 2021, en la contundente victoria por 4-0 en casa ante el Zagłębie Lubin. Después de no renovar su contrato con el club, el defensa polaco quedó como agente libre concluida la temporada 2021/22. El 4 de julio de 2022 se hizo oficial su vinculación con el Bandırmaspor de la segunda división de Turquía hasta 2024. Pasado ese tiempo regresó a Polonia y firmó por un año con el GKS Tychy.